# 프랑스식 밀집 조원
프랑스식 밀집 조원(French intensive gardening)은 다른 전통적인 정원 가꾸기 방식보다 더 작은 공간에서 더 높은 수확량으로 식물을 재배하는 정원 가꾸기 방법이다. 성공을 위한 주요 원칙은 종종 토양 개선, 모판, 좁은 간격, 동반 심기, 계승 심기 및 작물 순환으로 나열된다. 프랑스에서 시작된 이 관행은 도시 정원사들 사이에서 매우 인기가 높으며 소규모 영리 농업 운영이다.

## 역사
1500년대부터 파리 인근 지역에서 시작된 마켓 가든은 당시 알려진 대로 일반 재배자들에게 종종 좋지 않은 계절 동안 높은 수확량과 높은 투자 수익으로 찬사를 받았다. 시장 정원사(Maraîchers)들은 토양을 따뜻하게 하기 위해 분뇨를 발효시키고, 바람을 막기 위해 돌담을 쌓고, 높은 수확량을 얻기 위해 함께 작물을 심는 기술을 사용했다. 1845년에 "Manuel pratique de laculture maraîchère de Paris"("La Culture Maraîchère")를 쓴 두 명의 프랑스 시장 정원사 모로(Moreau)와 다번(Daverne)의 작품은 원예 기술에 대한 지식을 기록했다. 이 기술이 전통적으로 실행되는 방식에 대한 참고 자료로 사용된다.
프랑스식 밀집 방식의 인기는 1800년대 후반과 1900년대 초반에 잉글랜드로 전파되면서 최고조에 달했다. 1869년 윌리엄 로빈슨(William Robinson)은 그의 저서 "파리의 공원과 정원"에서 이 기술에 관해 글을 쓴 것으로 알려진 최초의 영어 화자이다. 그러나 이 관행은 표트르 크로폿킨이 1899년 저서 "Fields, Factory and Workshops"에서 대중화하기 전까지는 심각하게 받아들여지지 않았다. 그러다가 1960년대 후반과 1970년대 초반에 앨런 채드윅(Alan Chadwick)과 존 제번스(John Jeavons)의 정원사들의 도움을 받아 프랑스식 밀집 방식이 미국으로 진출했다. 영국 정원사인 채드윅(Chadwick)은 1967년 프랑스식 밀집 방식을 사용하여 현재 UC 산타크루즈의 상위 정원인 정원 프로젝트를 시작했다. 제번스는 "채소를 더 많이 재배하는 방법"이라는 책을 집필하여 채드윅의 작업을 확장했다. 미국 대중이 소비하고 이해할 수 있는 매체이다.